# Will Rogers Memorial Park
Le Will Rogers Memorial Park est un parc municipal public de Beverly Hills, en Californie, avec une superficie de 2 hectares.
En forme de triangle, le parc est entouré par le West Sunset Boulevard, la North Canon Drive et la North Beverly Drive. Il est de l'autre côté de la rue (South Side of Sunset) de Beverly Hills Hotel.

## Histoire
Le parc a été nommé originellement le Sunset Park jusqu'à 1952, quand il a été rebaptisé le Will Rogers Memorial Park en l'honneur de l'acteur américain, scénariste et producteur Will Rogers, qui était le premier maire honoraire de Beverly Hills de 1926 à 1928 et qui souvent visité le parc avec sa famille.
En avril 1998, le chanteur britannique George Michael est arrêté pour atteinte à la pudeur dans des toilettes publiques du parc.